# Павутинникові
Павутинникові (Cortinariaceae) — родина базидіокотових грибів порядку агарикальних (Agaricales). Поширена по всьому світі. Включає 2100 видів. Деякі види містять токсин ореланін, що є смертельним для людини та призводить до ниркової недостатності.

## Опис
Плодові тіла різного забарвлення і розміру, з павутинистим або волокнистим покривалом. Форма шапинки спочатку конічна, півкулеподібна або дзвоноподібна, але потім стає плоско-розпростертою з гострим або округлим горбком у центральній частині. М'якоть може бути м'ясистою, дуже тонкою і щільною, жовтуватого, білого або бурого забарвлення. Пластинки часто розташовані, від прирослих до майже вільних.